# 動圈

在克爾度規的兩個表面似乎有奇點；內表面是事件視界，而外表面是扁圓球體。動圈存在於這兩表面之間，在這個體積內，純粹的時態組成g_{tt}是負值，也就是像一個純粹的空間度量元件。同樣的，在這個動圈內的粒子必須與內部的質量同轉，如果他們要保留其類時間特質。

動圈（英語：Ergosphere）是在旋轉黑洞外面的區域。它的名稱源自希臘的ergon這個字，意思是“工作”，由雷莫·鲁菲尼和约翰·惠勒在1971年命名。它得到這個名稱是因為從理論上說，可以從這個區域提取黑洞的能量和質量。動圈有著扁球體的形狀，在赤道有著較大的半徑範圍，並且在兩極接觸到旋轉黑洞的事件視界。動圈的赤道半徑（最大半徑）相當於不旋轉黑洞的史瓦西半徑；如果黑洞達到轉速的極限時，極半徑（最小半徑）將小到只有史瓦西半徑的一半。
在動圈之內，時空會被沿著黑洞轉動的方向拖曳着，相對於靜止宇宙的速度略大於當地光速的一半。這個過程就是所謂的冷澤-提爾苓進動或是參考系拖拽
。由於拖曳的效應，動圈內的物體相對於靜止的宇宙是不穩定的，除非它們的運動速度超越它們所在時空的光速。一個固定在動圈之外的懸浮鉛墜，在接近穩定的極限邊緣時，將體驗無限遠/發散的徑度量。在一些點，她將開始下墜，從而導致引力磁化誘導自旋向運動（spinward motion？）。空間拖曳的另一個結果是在動圈內存在著負能量。
動圈的外界限稱為無位移極限或靜止極限。在靜止極限，物體的運動速度在光速的極限之下，相對於宇宙的其它部分是靜止的。這是因為這裡的空間相對於其它的空間正受到光速的拖曳。在這個界限之外的空間依然受到拖曳，但是速度小於光速。
由於動圈位於事件視界之外，在這兒的物體雖然受到黑洞的引力拖曳，但是依然可以逃逸出去。一個物體可以經由進入黑洞的旋轉，從而擷取一些黑洞的能量以獲得能源，因而可以逃離它。這個從旋轉黑洞移出能量的過程是數學家羅傑·潘羅斯在1969年推導出來的，並且稱為潘羅斯過程。理論上，這個過程可以提取一個旋轉黑洞總能量的29%。當這些能量被移除之後，黑洞不再旋轉，而動圈也不再存在。這個過程被視為充滿活力的伽瑪射線暴能量來源的一個可能解釋。電腦模型的結果顯示，潘羅斯過程能夠產生被觀測到來自類星體和其他活躍星系核的高能粒子。
動圈的大小，動圈表面和事件視界的距離，不一定和事件視界的大小成比率，但必然和黑洞的引力和角動量相關。極點是靜止不動的，因此沒有角動量；而在任何時間，在赤道上給定的任何一個點的距離都比黑洞中其他的點更遠，所以它會有最大的角動量。這種從兩極到赤道的角動量差異，反應在赤道上使得動圈的形狀呈現扁球體。如果引力或是轉速增加，動圈的形狀也會隨之改變。反過來，他們的減少，也會使得動圈減小。

## 外部連結
- Black Hole Thermodynamics （页面存档备份，存于）
- The Gravitomagnetic Field and Penrose Processes
- A Rotating Black Hole （页面存档备份，存于）